# Arachnis nedyma
Arachnis nedyma là một loài bướm đêm thuộc phân họ Arctiinae, họ Erebidae.